# Galmaarden
Galmaarden (in francese Gammerages) è un comune belga di 8 158 abitanti nelle Fiandre (Brabante Fiammingo).